# عاموس يدلين
عاموس يدلين (بالعبرية: עמוס ידלין)، هو رئيس جهاز الاستخبارات العسكرية الإسرائيلية (آمان) بين عامي 2006 و2010.

## نشأة وتعليم
ولد «عاموس يدلين» في مستوطنة «حتسريم» بمنطقة النقب المحتل عام 1951، عاموس يدلين هو ابن «أهارون يدلين» عضو الكنيست الإسرائيلي لفترة خمس دورات، ووزير التعليم في حكومة «إسحاق رابين» خلال فترة السبعينيات، وهو متزوج وله ابنتين.
حصل يدلين على درجة الإجازة العالية (البكالوريوس) في الاقتصاد وإدارة الأعمال، وحصل على درجة الماجستير في العلاقات العامة.

## مسيرته العسكرية
في شهر نوفمبر عام 1970 تجند يدلين في الخدمة الإلزامية في الجيش الإسرائيلي وفي فترة تجنيده تطوع في دورة التدريب الجوية رقم 86 وهي الدورة التي أهلته ليصبح ضابطا طياراً حربياً صغيراً في سلاح الجو الإسرائيلي.
في عام 1972 اعتمده سلاح الجو الإسرائيلي كقائد طائرة حربية من طراز «سكاي هوك A4-» في قاعدة حتسريم الجوية.
في عام 1973 كان من ضمن الضباط الطياريين المشاركين في حرب أكتوبر 1973 وبعد انتهاء الحرب أصبح يدلين ضابطا طياراً مؤهلاً ليعود إلى الخدمة في القاعدة الجوية ذاتها (حتسريم).
في عام 1976 تم تعيينه ضابطا طياراً في الوحدة الجوية رقم 144 التي يطلق عليها "طائر الصحراء" وخلال فترة لم تدم طويلاً استطاع بعد ترقيته قيادة طائرة حربية من طراز "ميراج 3C.
في عام 1978 تم تعيينه قائد سرب في الوحدة العسكرية الجوية رقم 101 وهي الوحدة القتالية الأولى في سلاح الجو الإسرائيلي التي اعتمدت في طلعاتها الجوية على الطائرة الحربية «كافير» في قاعدة «حاتسور» الجوية.
في عام 1979 تم تعيينه قائد سرب كبير في الوحدة الجوية رقم 109 بقاعدة “رامت ديفيد.
في بداية الثمانيات أصبح يدلين عضواً في البعثة الإسرائيلية الثانية التي خضعت للتدريب في الولايات المتحدة الأمريكية على قيادة الطائرة الحربية من طراز F16 “النسر.
وفي عام 1980 تم تعيينه نائباً لقائد الوحدة الجوية رقم 117.
وفي السابع من شهر يونيو عام 1981 شارك في العملية التي سمتها دولة إسرائيل “أوبرا” التي تم خلالها قصف المفاعل النووي الفرنسي في العراق.
في عام 1982 شارك «يدلين» في الاجتياح الإسرائيلي للبنان.
في 1983 ترك يدلين الخدمة في سلاح الجو الإسرائيلي بشكل مؤقت للحصول على الإجازة العليا في الاقتصاد وإدارة الأعمال من جامعة «بن جوريون» العبرية.
في عام 1985 ومع نهاية دراسته الجامعية تم تعيينه قائداً للوحدة الجوية رقم 116 «وحدة الجناح الطائر»، وفي الوقت الذي قام فيه بأداء مهام منصبه في تلك الوحدة ببراعة فائقة أخطأ «يدلين» في تقدير الموقف خلال إحدى الطلعات الجوية التي قام بها على متن طائرة حربية من طراز 15F وبحسب التحقيقات التي أجريت في حينه على خلفية هذا الخطأ.
في عام 1988 وبعد عزله من منصب قيادة الوحدة الجوية 116 تم تعيينه رئيساً لشعبة التدريبات الحربية في سلاح الجو الإسرائيلي.
في عام 1989 تم تعيينه رئيساً لشعبة الإعداد والتنظيم في مكتب رئيس أركان الجيش الإسرائيلي.
في شهر نيسان أبريل عام 1990 تم ترقيته لرتبة عقيد وتعيينه رئيس شعبة في رئاسة هيئة الأركان.
في حزيران يونيو عام 1993 توجه إلى الولايات المتحدة الأميركية للحصول على درجة الماجستير في العلاقات العامة من جامعة هارفارد.
وبعد عودته إلى إسرائيل عام 1994 تم تعيينه رئيساً لإدارة الاستعداد في سلاح الجو الإسرائيلي بالمنطقة الجنوبية.
وفي عام 1995 تم تعيينه قائداً لقاعدة «حتسريم» الجوية مع ترقيته إلى رتبة عميد وخلال أدائه لمهام منصبه في هذا الموقع الجديد قام بتدريب طليعة طياري سلاح الجو الإسرائيلي على قيادة الطائرة الحربية من طراز F15I.
في عام 1998 تولى منصب رئيس قسم الاستخبارات في سلاح الجو الإسرائيلي.
في عام 2002 وصل إلى رتبة جنرال وتم تعيينه رئيساً للكليات العسكرية وفي الوقت الذي تولى فيه هذا المنصب طلب ممارسة مهام عسكرية تعطيه صلاحية تدريب ضباط الاحتياط الذين يقومون بالخدمة عند الحواجز العسكرية في الضفة الغربية وقطاع غزة.
في عام 2003 أعد دراسة بالتعاون مع البروفيسور “أسا كيشر”، عن المبررات والذرائع لقيام المخابرات الإسرائيلية بعمليات اغتيالات وتصفية جسدية ضد العناصر القيادية في حركتي فتح وحماس الفلسطينية.
في عام 2004 تم تعيينه ملحقاً عسكرياً في السفارة الإسرائيلية في واشنطن.

## رئيساً للاستخبارات العسكرية
في الخامس من كانون الثاني عام 2006 عينه رئيس الأركان الإسرائيلي السابق الجنرال «دان حالوتس» رئيساً للاستخبارات العسكرية، خلفاً للجنرال «أهارون زئيفي فركش» ليكون أول ضابط طيار من سلاح الجو الإسرائيلي يتولى هذا المنصب بالغ الحساسية.
خلال خدمته في سلاح الجو الإسرائيلي زاد عدد ساعات الطلعات الجوية التي قام بها يدلين عن 4200 ساعة كما نفذ 255 مهمة عسكرية في ميدان قتال الجهات المعادية.